# 阿里斯托馬庫斯 (海克力斯後裔)
阿里斯托馬庫斯（希臘語：Ἀριστόμαχος）是希臘神話英雄海克力斯的後裔，克里奧戴烏斯之子。
阿里斯托馬庫斯有三個兒子：克里斯豐提斯、阿里斯多德穆斯和泰梅諾斯。根據保薩尼亞斯，阿里斯托馬庫斯之子泰梅諾斯入侵伯羅奔尼撒，後成為阿爾戈斯王。